# گیبون کاکل‌سیاه
گیبون کاکل‌سیاه (نام علمی: Nomascus concolor) نام یک گونه از سرده نوماسکوس است.